# Bisfenol AP
Bisfenol AP ou 1,1-bis(4-hidroxifenil)-1-feniletano é o composto orgânico de fórmula  C20H18O2.
Forma um monômero com a anilina, o monômero bisfenol-AP-anilina-baseado em benzoxazina (abreviado como B-AP-a), que pode ser sintetizado pela reação de bisfenol-AP com formaldeído e anilina.